# Мельник Андрій Іванович
Андрі́й Іва́нович Ме́льник (нар. 3 грудня 1979 — пом. 29 січня 2015) — старший сержант Збройних сил України, учасник російсько-української війни.

## Життєпис
Народився у робітничій родині, виростав із старшим братом і сестрою. 1997 року закінчсив Олександрійську ЗОШ, працював трактористом в місцевому колгоспі. Пройшов строкову службу в лавах Збройних сил України; демобілізувавшись, працював в різних сферах виробництва.
У часі війни — старший механік-водій танкового взводу, 13-й окремий мотопіхотний батальйон «Чернігів-1». Свій старенький танк він називав «Малюсінький», у ньому не було зв'язку — ні внутрішнього з екіпажем, ні зовнішнього з командуванням.
Загинув 29 січня 2015-го у бою на блокпосту 1302 під Вуглегірськом. Прикриваючи побратимів, які відходили на попередні позиції біля Вуглегірська, екіпаж «Малюсінького» вступив у нерівний бій з колоною терористів; поцілили в оглядове вікно водія танка. Двом воякам екіпажу танку вдалося врятуватися, один з важкими пораненнями потрапив у лікарню, інший — у полон. У тому ж часі полягли солдати Сергій Андрусенко і Андрій Лебедєв та старші солдати Олександр Бригинець й Олег Соломаха.
Був похований в безіменній могилі у місті Дніпропетровськ. Тривалий час його розшукували серед полонених і поранених, у червні 2015-го ідентифікований за експертизою ДНК серед загиблих.
Без Андрія лишились батьки, брат та сестра, донька 2008 р.н.
Похований в Олександрії 25 червня 2015-го, у останню дорогу Андрія проводжали на колінах.

## Нагороди та вшанування
- Указом Президента України № 37/2016 від 4 лютого 2016 року, «за особисту мужність, самовідданість і високий професіоналізм, виявлені у захисті державного суверенітету та територіальної цілісності України, вірність військовій присязі», нагороджений орденом «За мужність» III ступеня (посмертно)[1].
- Нагороджений медаллю УПЦ КП «За жертовність і любов до України» (посмертно).
- На честь Андрія у Олександрії названо вулицю.
- На фасаді Олександрійської школи Рівненського району, де навчався Андрій, йому відкрили пам'ятну дошку[2].
- Вшановується в меморіальному комплексі «Зала пам'яті», в щоденному ранковому церемоніалі 29 січня[3][4].